# Sphenomorphus devorator
Sphenomorphus devorator este o specie de șopârle din genul Sphenomorphus, familia Scincidae, descrisă de Darevsky, Orlov și Cuc în anul 2004. Conform Catalogue of Life specia Sphenomorphus devorator nu are subspecii cunoscute.